# Aeropuerto de Jicalapa
El Aeropuerto de Jicalapa (OACI: MHJI) (también conocido como el Aeropuerto de Gualaco) es un aeropuerto que sirve a la ciudad de Gualaco en el Departamento de Olancho en Honduras. La pista de aterrizaje es de césped y está ubicada en paralelo a la carretera V-453 a 3 kilómetros al sureste de Gualaco.
Hay cerros al norte y al este del aeropuerto.